# Robertsonia tenuis
Robertsonia tenuis är en kräftdjursart som beskrevs av Brady 1880. Robertsonia tenuis ingår i släktet Robertsonia och familjen Diosaccidae.

## Underarter
Arten delas in i följande underarter:
- R. t. kieliensis
- R. t. tenuis